# Mahder Assefa
Mahder Assefa é uma atriz etíope.

## Filmografia
- Patrão (2012)
- Triângulo (2013)